# Messerschmitt Me 262
Messerschmitt Me 262 var ett tyskt tvåmotorigt reaktionsdrivet stridsflygplan som utvecklades under andra världskriget.

## Historia

### Projektering
Reichsluftfahrtministerium (RLM) gav hösten 1938 uppdraget att utveckla ett reaktionsdrivet jaktflygplan till Bayerische Flugzeugwerke AG, som var en föregångare till Messerschmitt AG. Projektet fick benämningen P 1065 och projektledare blev ingenjören Woldemar Voigt. Projektkraven innehöll bland annat att planet skulle ha en timmes uthållighet och en topphastighet av 850 km/h. 
Under konstruktionsarbetet fick planet många moderna finesser. Motorerna blev två stycken toppmoderna Junkers Jumo 004 reaktionsmotorer, beväpningen planerades bli 4 30 mm bandmatade automatkanoner av typen MK 108, men särskilt nydanande var planets vingkonfiguration. Planet försågs med bakåtsvepta vingar (så kallade pilvingar) vilket skulle ge mycket bättre manövrerbarhet i höga hastigheter gentemot konventionella vingar. 

### Utprovning

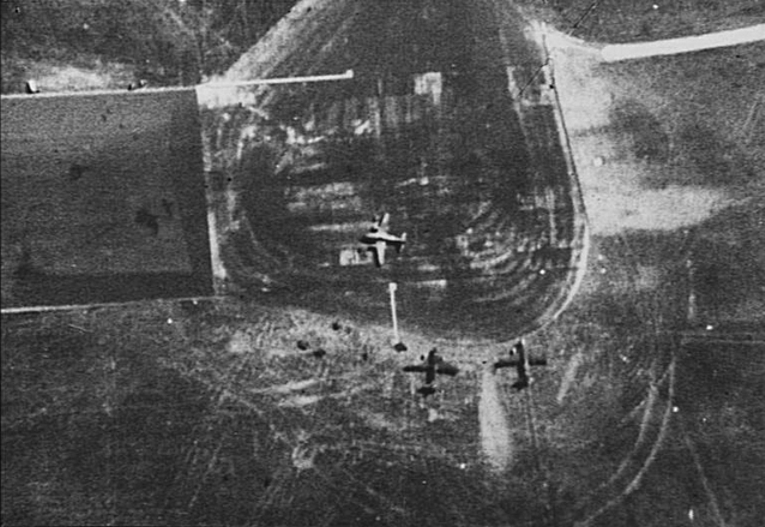
Spaningsfoto på Me 262:or vid Rechlin-Lärz-försöksflygplats år 1944.

Till månadsskiftet november-december 1939 hade en attrapp av trä tillverkats vilket medförde att medarbetare på RLM blev positivt inställda nog att de i mars 1940 beställde 3 prototyper. I april 1941 var det första försökflygplanet färdigställt och medförde att flygplanstypen blev betecknad med nummer 262.  
Utprovningen av Me 262 var problematisk. De första prototyperna var försedda med sporrhjul vilket skapade problem vid start. Sporrhjulet la planet i en sådan vinkel att luftströmmen över och under stabilisatorn vid start inte var tillräcklig nog för att få upp stjärten i luften. För att lösa detta under utprovningen av de första prototyperna behövde piloten få upp planet till cirka 180 km/h och sedan ge ett bestämt tryck på hjulbromsarna, för att på så vis få upp stabilisatorn i luftströmmen, vilket tillåter planet att lyfta. Denna problematik medförde att konstruktionen omkonstruerades med noshjul vilket kom att utprovas från och med den femte prototypen i fast utformning och i infällbar utformning från och med den sjätte prototypen, vilket senare gick över till serieflygplanen. 

### Strid
Me 262 sattes i tjänst under sommaren 1944 och visade snabbt sina styrkor och svagheter. 

#### Som jaktflygplan

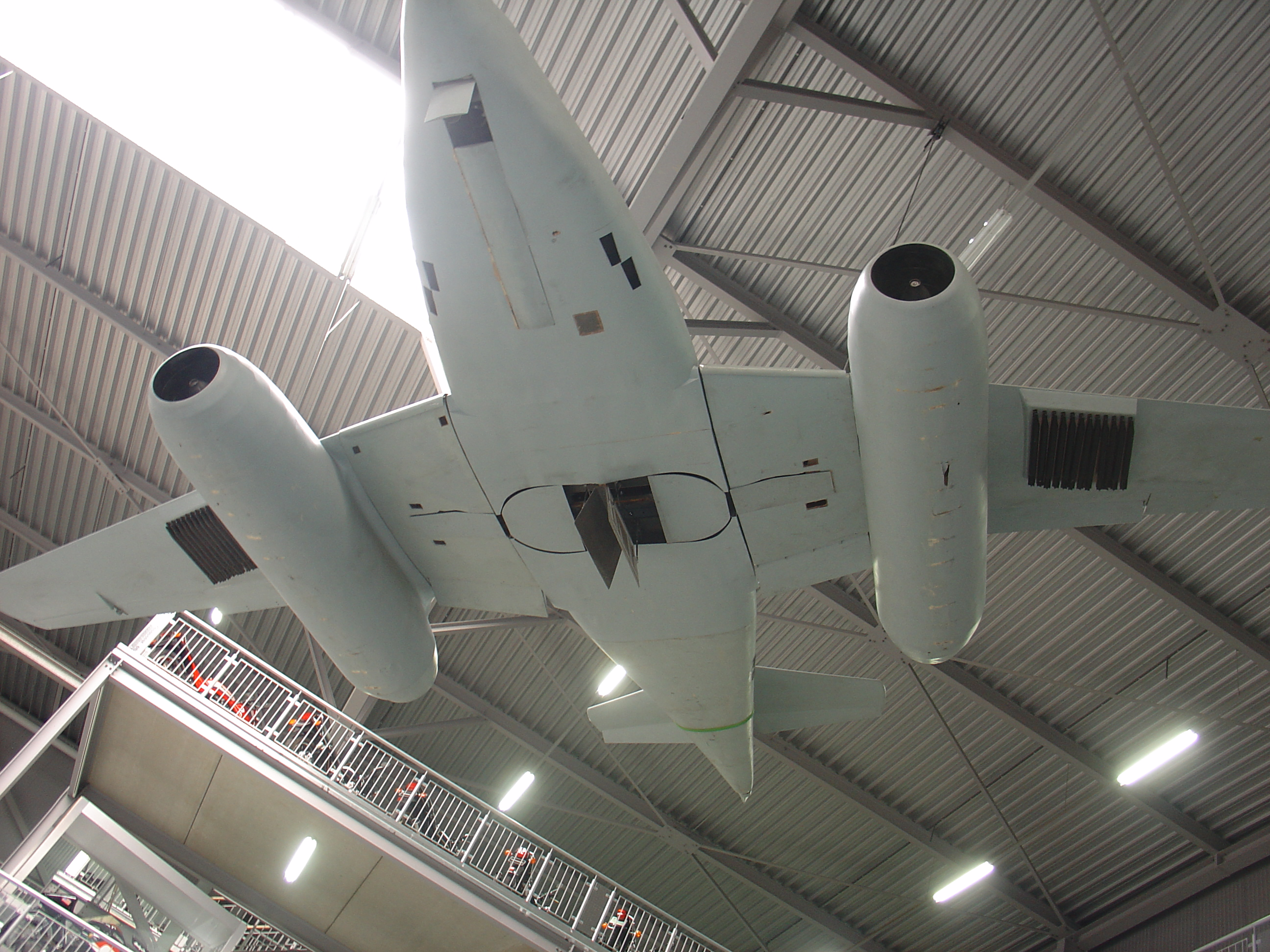
Me 262 med R4M jaktraketer monterade.

Jaktversionen av Me 262 betecknades Me 262 A-1a och fick smeknamnet "Schwalbe" (Svala) för sina goda flygegenskaper.
Med sin tunga beväpning och goda prestanda fungerade Me 262 utmärkt som jaktplan. Planets hastighet var överlägsen alla allierade flygplan och tillät Me 262-piloterna att diktera villkoren för sina luftstrider, trots att de allierade oftast var numerärt överlägsna. Dess kraftfulla beväpning gjorde det möjligt att enkelt skjuta ner även de tyngsta av allierade bombflygplan med enbart en attack och dess manövrerbarhet vid hög hastighet gjorde det möjligt att enkelt kontra bombflygplanens eskort av jaktflygplan.
Det enda sättet för det allierade jaktflyget att på allvar hota de tyska jetplanen var vid start och landning när Me 262 var sårbara. Jumo 004-motorernas egenskaper omöjliggjorde kraftig acceleration vid start och vid landning vilket gjorde plötsliga undanmanövrar uteslutna. För att skydda Me 262 vid start och landning behövde man skydda det närliggande luftrummet med traditionellt jaktflyg och landningskorridorerna var tungt bestyckade med luftvärn.
|  |  |  |

#### Som bombflygplan
Den 26 november 1943 visades V5 av Me 262 för Adolf Hitler som ögonblickligen tillfrågade firmachefen Willy Messerschmitt om flygplanet kunde bli ett bombflygplan. Willy Messerschmitt gav ett jakande svar på frågan och att möjligheten skulle undersökas. Med anledning av svaret som Adolf Hitler fick, beordrade han att planet skulle användas som bombflygplan. Ur militärstrategisk synvinkel var detta inte lämpligt eftersom Me 262 var ett konstruerat som ett dedikerat jaktflygplan med hög kapacitet att begränsa de allt mer intensiva bombningarna av landet.
Då planet ej kunde förses med internt bombrum behövde man montera bomber utanpå flygplanet och på grund av landstället var den enda lediga platsen vid sidorna om nosstället. För att inte göra planet för framtungt monterade man bort de övre av de ursprungliga fyra automatkanonerna i nosen. Något bombsikte implementerades inte heller. Bombversionen av Me 262 betecknades Me 262 A-2a och fick smeknamnet "Sturmvogel", vilket betyder Stormfågel på tyska.
Me 262 visade sig olämplig som bombflygplan. På grund av avsaknaden av ett bombsikte behövde bomberna siktas av piloten under störtbombning, vilket visade sig vara problematiskt på grund av planets cockpit då piloten hade svårt att avgöra när fällning av bomber var lämpligt, vilket gav en dålig träffsäkerhet.
Man hade även problem med strukturella belastningar på flygkroppen. Me 262 var ursprungligen inte konstruerad för de belastningar som uppstod när 500 kg av bomber släpptes med plötslig tyngdpunktsförändring och skakning.
Vissa Me 262 A-2a kom att modifieras på fält med fyra stycken kanoner för att kunna agera jaktflygplan.
|  |  |  |

### Historisk betydelse

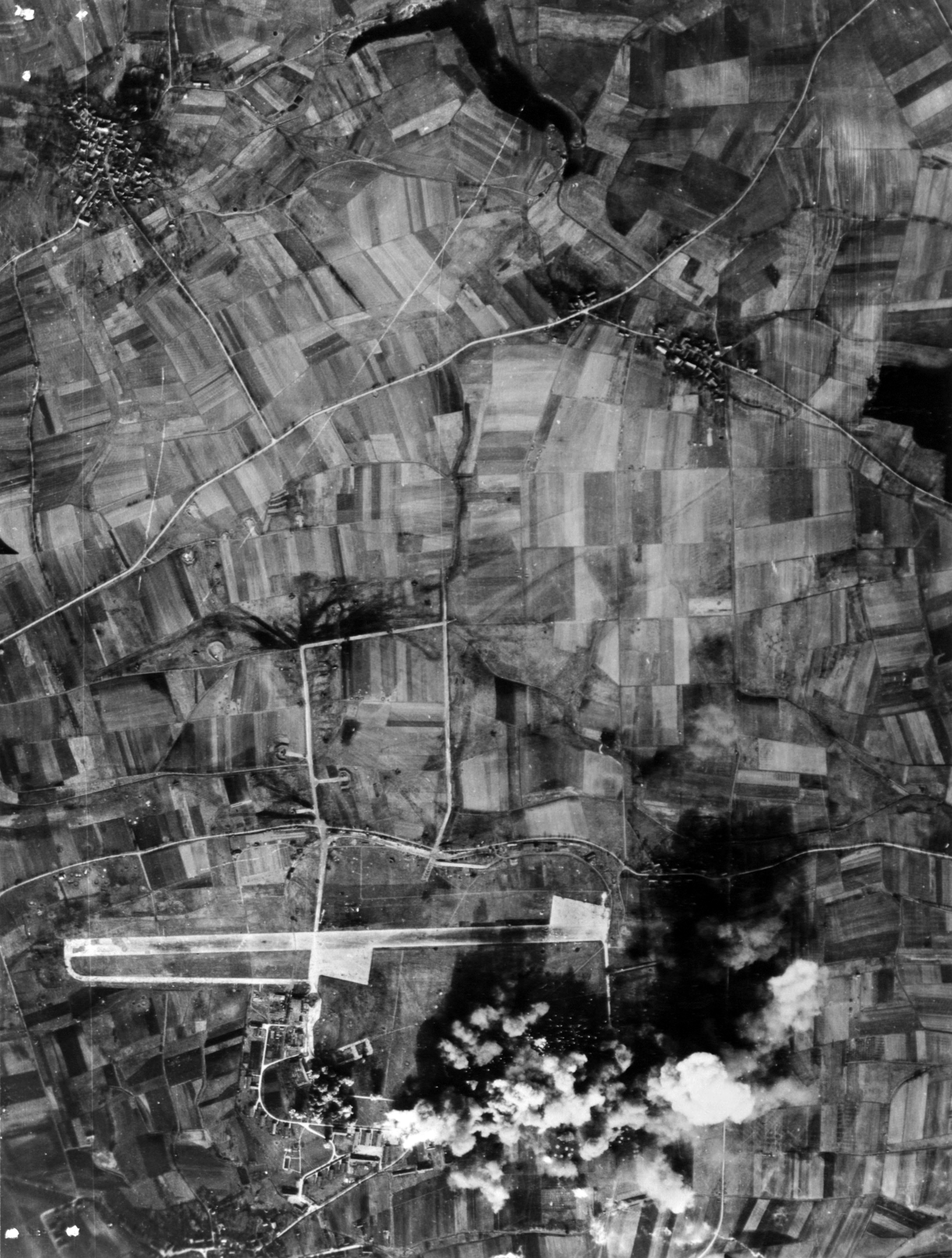
Bombning av en Me 262 fabrik i Hessental den 25 februari 1945.

Me 262 var det allra första reaktionsmotordrivna stridsflygplanet som sattes in i strid och innebar en revolution inom flyget. Planet var under hela sin karriär överlägsen sina fiender i hastighet och bidrog till att reaktionsmotorer populariserades efter kriget. 
Planets pilvingar gav planet mycket bra manövrerbarhet i höga hastigheter och Me 262 bidrog mycket till att pilvingar kom att populariseras i eftervärlden.
Planets inverkan på kriget var dock minimal. Trots att planet var ett effektivt vapen i luften så var det en börda på många andra sätt. Flygplanet var mycket dyrt att hålla i drift på grund av dess dåtida okonventionella motorer då mekaniker behövde specialutbildning och flottiljerna behövde utrustas för jetbränsle. Motorerna var även dyra att bygga och underhålla. Motorerna hade även flera konstruktionsproblem och plötsliga ändringar i fart kunde leda till motorhaveri.  
Me 262 sattes även in i operativ tjänst för sent för att ha en chans att påverka kriget. Planet var ursprungligen menat att gå i tjänst 1943 men på grund av förseningar kom det i bruk nästan ett år senare. Förseningarna berodde bland annat på konverteringen från sporrhjul till noshjul men primärt var det de allierade flygbombningarna över Tyskland som skapade problem med tillverkning. Det är omtvistat om Me 262 kunde ha vänt luftkriget till tyskarnas fördel om produktionen hade kommit igång i slutet av 1943. Bränsle- och materialbrist, samt det få antalet överlevande erfarna piloter var ytterligare anledningar till att Me 262 inte fick en så framträdande roll i luftstriderna som planet kunde ha haft möjlighet till.

### Efter kriget

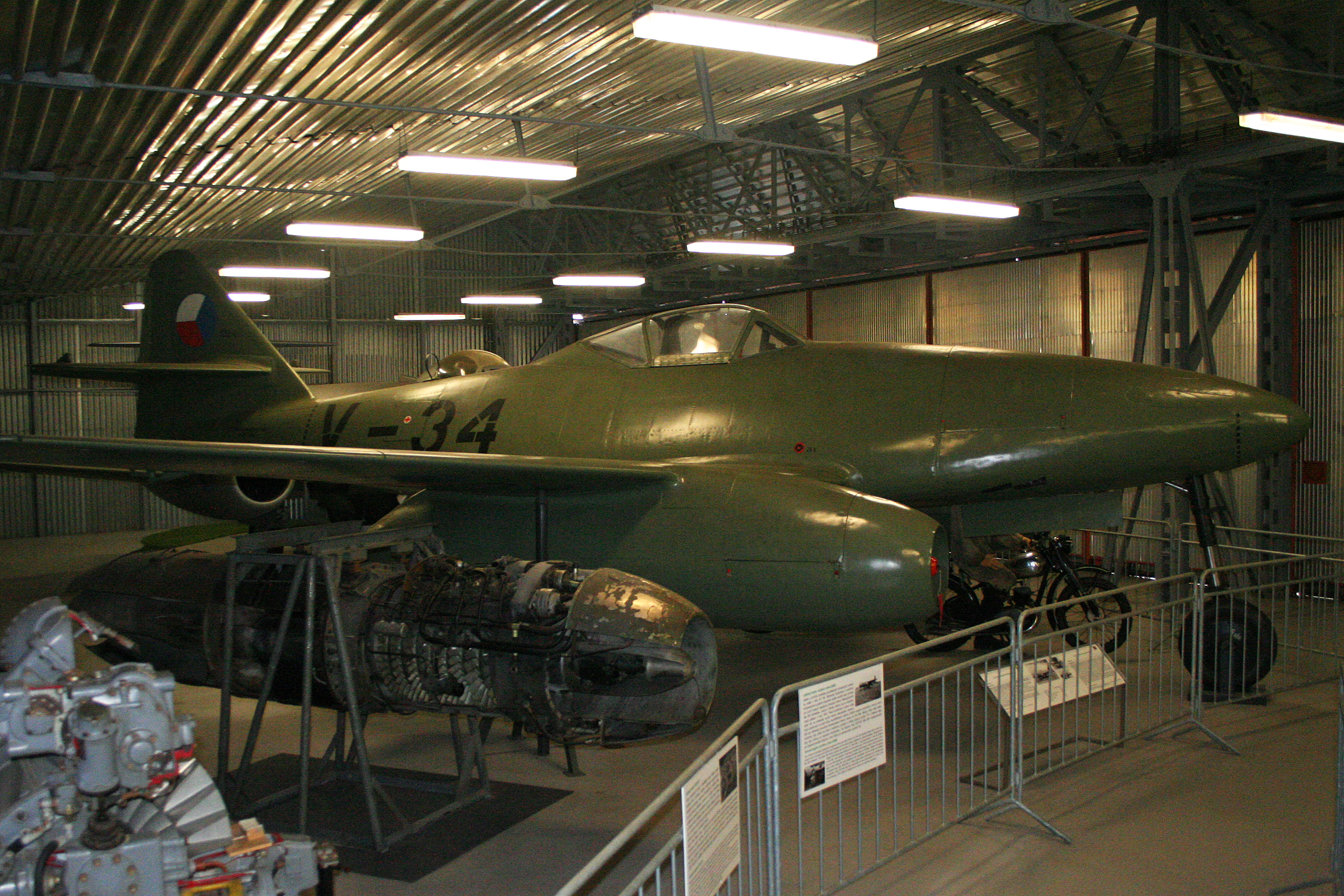
En tjeckoslovakisk S-92.

Efter andra världskriget byggde tjeckoslovakiska Avia totalt 7 stycken Me 262 av befintliga delar. Fem var ensitsiga jaktflygplan av modellen A-1a , i Tjeckoslovakien betecknade S-92, medan de två sista var tvåsitsiga skolflygplan av modellen B-1a, i Tjeckoslovakien betecknade CS-92. 
Den första tjeckiskbyggda S-92:an flög den 24 september 1946. Tjeckoslovakien flög dessa CS/S-92 fram till 1951, varefter de ersattes med licensbyggda Mig-15, med flera.

## Varianter
Me 262 kom att projekteras i tiotals versioner varav flera nådde prototypstadiet. Det fanns även flera typer av modifikationspaket vilka kunde monteras i fält. I urval dock kom enbart 3 standardversioner att produceras.
- Me 262 A-1a "Schwalbe" (Svala): Jaktplan, 4 × 30 mm MK 108, Jumo 004 Motorer.
- Me 262 A-2a "Sturmvogel" (Stormfågel): Bombplan, 2 × 30 mm MK 108, två balklägen (500 kg bomblast), Jumo 004 Motorer.
- Me 262 B-1a: Skolflygplan, 2 säten, Jumo 004 Motorer.

|  |  |  |

## Överlevande exemplar
Numera återstår färre än tio originalexemplar av Me 262 i världen. Inget av dessa är i flygdugligt skick. 
I USA påbörjades 1993 ett privatfinansierat projekt, numera känt som ”Me 262 Project”, med målsättningen att bygga fem exemplar av Me 262 exakt enligt originalspecifikationerna. Enda skillnaden blev motorvalet som föll på moderna jetmotorer. År 2005 hade två flygplan tillverkats och ett av dem – ”Tango Tango” (D-IMTT), som numera drivs av Messerschmitt Foundation – har redan flugit i Europa. Första flygningen, med den erfarne Horst Philipp som pilot, skedde endast i närheten av Manching flygplats, nära München. Sedan dess har denna replika av Me 262 deltagit i flera uppvisningsflygningar.
|  |  |  |